# Wouter II van Vexin
Wouter (Walthar / Gauthier) II van Vexin (ca. 955 - 1017/1024), bijgenaamd de Witte, was een zoon van Wouter I van Vexin en van Adelheid van Anjou en werd rond 987 graaf van Amiens, Vexin, Valois en Gâtinais. Hij stelt in 1006 de abdijen van Jumièges en Sainte-Wadrille vrij van belastingen, hetgeen duidt op de goede relaties met Normandië en met de bisschop van Rouen. In 1008 hervormde hij het kapittel van Crépy-en-Valois en stichtte een klooster gewijd aan de heilige Arnoul binnen de muren van zijn kasteel in Crépy. Wouter regelt tevens het huwelijk van zijn zoon Drogo met een dochter van de koning van Engeland, die naar Normandië gevlucht was. Bij zijn overlijden tussen 1017 en 1024, lagen Robert II van Frankrijk en Odo II van Blois in conflict, hetgeen de verdelingen van zijn bezittingen tussen zijn zoons helpt te verklaren. Amiens en Vexin gingen naar Drogo en Valois naar Rudolf.
Wouter huwde in 980 met een Adelheid, en werd de vader van:
- Rudolf III (-1038).
- Drogo (-1035)
- Fulk (995-1030), bisschop van Amiens
- een dochter, gehuwd met Hugo I van Meulan